# Ruch (filozofia)
Ruch (łac. motus, motio) – w filozofii nowożytnej zmiana miejsca w przestrzeni względem jakiegoś punktu stałego lub uważanego za taki. W metafizyce klasycznej od czasów Arystotelesa ruch jest aktualizacją tego co jest w możności.  Ruch jest więc zmianą: ilościową, jakościową lub lokalną, której podlega wszystko, co skończone.

## W metafizyce klasycznej
Platon sprowadza wszelkie zmiany do ruchu przestrzennego mającego przyczyny.
Według określenia Arystotelesa ruch jest przejściem od możności do aktu. Nie istnieje jakikolwiek ruch poza rzeczami. By to przejście, ten ruch mógł się dokonać, konieczna jest potencjalność bytu, tzn. realne istnienie bytów, które nie są doskonałe, mogą się poruszać ku doskonałości swej natury.
Tak pojętym ruchem rządzą według niego dwie zasady:
1. Wszystko, co jest w ruchu, poruszane jest przez coś innego.
2. Szereg czynników poruszających się i poruszanych nie może ciągnąć się w nieskończoność.

Na podstawie tych zasad Arystoteles doszedł do pojęcia Pierwszego Poruszyciela jako ostatecznej racji ruchu.
W Arystotelizmie odróżnia się sytuacje, w których przyczyna ruchu znajduje się w poruszającej się rzeczy, stanowiąc jej naturę (ruch wsobny, łac. motus immanens), od takich, w których przyczyna jest wobec niej zewnętrzna (ruch przechodni, łac. motus transiens). 
Wyróżnia się trzy rodzaje ruchu wśród bytów:
- ruch ilościowy (wszelka zmiana ilości np. rośnięcie),
- ruch jakościowy (wszelka zmiana jakości, substancji, np. dojrzały owoc i niedojrzały owoc),
- ruch lokalny (przemieszczający, mechaniczny – przejście z jednego miejsca na inne)[2].

## W filozofii średniowiecznej
Scholastyka tomistyczna przyjęła arystotelesowskie pojęcie ruchu.
Według średniowiecznej teorii impetu Buridana siła działająca pochodzi wprawdzie z zewnątrz, ale uwidacznia się w ciele i dalej działa już w nim samym. Ponieważ identyczność rzeczy w czasie uważano za warunek ruchu, musiano – skoro wszystko płynie (Heraklit) – uznać przynajmniej za nieruchomy sam byt (Parmenides).

## W filozofii nowożytnej
W teorii Kartezjusza, która należała do nurtu mechanicystycznego, ruch nigdy nie dokonuje się w linii prostej. Utożsamiał on materię z rozciągłością, co wyklucza pojęcie próżni, to zaś uniemożliwia ruch w liniowy, dlatego ciała poruszają się ruchem kołowym.

## Ontologia marksistowska
W materialistycznej ontologii marksizmu ruch jest koniecznym atrybutem materii. Jedno bez drugiego nie może istnieć. Materia doznaje rozwoju dzięki ruchowi, tworząc nowe układy i struktury. F. Engels wyróżnił pięć rodzajów ruchu, wszystkie one dokonują się w ramach świata materii:
1. mechaniczny
2. fizyczny
3. chemiczny
4. biologiczny
5. społeczny[5].